# Illicite
Albums de Jacques Higelin
Higelin
(1990) Higelin Le Rex
(1992)
Singles
Illicite est le onzième album studio de Jacques Higelin, sorti le 4 novembre 1991.

## Description
Sans être un album-concept, le thème central est celui de la naissance, en général, et en particulier la naissance de sa fille Izïa, dont il est question dans Ce qui est dit doit être fait, Ballade pour Izia, L'homme oiseau et Criez priez.
Il n'y a pas de nom (pour le repos de son âme) est chantée avec la participation de Paul Personne (non mentionné sur l'album).

## Chansons
| 1. | We are the show men           | 4 min 42 |
| 2. | Ce qui est dit doit être fait | 4 min 23 |
| 3. | Illicite                      | 6 min 14 |
| 4. | Ballade pour Izia             | 7 min 26 |

| 1. | L'homme oiseau (9 min 21 sur la version CD)    | 6 min 14 |
| 2. | Il n'y a pas de nom (pour le repos de son âme) | 9 min 6  |
| 3. | Criez priez                                    | 4 min 6  |
| 4. | Les ailes du silence                           | 6 min 45 |

## Musiciens
- Jacques Higelin : voix, piano
- Sébastien Cortella : claviers, arrangements sur Criez priez et Illicite
- Chikara Tsuzuki : harmonicas
- David Salkin : batterie, guitares électriques sur Illicite
- Nicolas Fiszman : basses, guitare acoustique sur Il n'y a pas de nom, piano sur L'Homme-Oiseau, banjo sur Ce qui est dit doit être fait.
- Dominique Mahut : percussions

## Invités
- Paul Personne : guitare électrique sur We are the show men et Il n'y a pas de nom
- Doudou N'Ddiaye Rose et la chorale Julien Jouga : tambours et voix sur Criez priez
- Jon Handelsman : saxophones, arrangement des cuivres de We are the show men